# Kirgistanska nogometna reprezentacija
Kirgistanska nogometna reprezentacija predstavlja državu Kirgistan u nogometu. Pod nadzorom je Kirgistanskog nogometnog saveza.
Nakon raspada SSSR-a kirgistanska je reprezentacija odigrala svoju prvu utakmicu 23. kolovoza 1992. u Taškentu protiv domaćeg Uzbekistana. Uzbekistanci su u toj utakmici pobijedili s 3:0.
Niti jednom se nisu plasirali na svjetsko nogometno prvenstvo, a bez nastupa su i na kontinentalnim, azijskim natjecanjima. Imaju tek dva nastupa na AFC Challenge Cup za "zemlje u razvoju", jednom su bili trećeplasirani (2006.), a drugi puta (2010.) su natjecanje završili u skupinama.
Većina kirgistanskih reprezentativaca igra u domaćim natjecanjima, dok rijetki nastupaju u inozemstvu.

## Vanjske poveznice
- Kirgistan  Arhivirana inačica izvorne stranice od 12. prosinca 2018. (Wayback Machine) na FIFA.com
- Kirgistanski nogometni savez (kirgiski, ruski i bjeloruski)